# Ahmet Bektaş
Ahmet Bektaş (* 14. Januar 1967 in Zonguldak) ist ein türkischer Oudspieler und Vertreter der Weltmusik.
Bektaş spielte zunächst Darbuka, bevor er über Saz und Gitarre zur Oud kam. Seit 1981 lebt er in Deutschland. Er verbindet in seiner Musik orientalische Maqam-Musik mit europäischer Musik und insbesondere Jazz. Häufig tritt er mit seinem Bruder, dem Perkussionisten Ömer Bektaş auf.
Er arbeitete u. a. mit Musikern wie Rafael Cortés, Jan Bierther, Jan Klare, Peter Eisold, Christoph Haberer und Achim Jarouschek, dem Ruhrgebietsorchester Supernova und den Gruppen Radio Ethiopia, Lamebora, Karibuni und Tan zusammen.

## Diskographie
- Radio Ethiopia: Wax and Gold
- Karibuni: Iftah ya simsim (Deutscher Schallplattenpreis)
- Lamebora: Songs of Coffee all over the World
- Supernova: Entrance
- Transorient Orchestra: Karadeniz
- Tan: Yar Diye Diye, 2003